# Лаури Иленен
Лаури Иленен (фин. Lauri Ylönen) је фински певач и текстописац и вокал у финској рок групи The Rasmus.

## Биографија
Лаури је рођен у Хелсинкију 23. априла 1979. године, где је и одрастао. Као петогодишњи дечак научио је да свира клавир, а касније и гитару у бубњеве. Са 8 година у школи је упознао Еру Хејнонена са којим ће као тинејџер основати бенд The Rasmus.